# فوشون (شركة)
فوشون (Fauchon) شركة للمنتجات الغذائية والمشروبات الفاخرة، تأسست عام 1886 في باريس، وتعتبر أكبر مرجع في فرنسا المعاصرة في الأغذية الفاخرة، ولها أكثر من 81 فرعاً في العالم في عام 2019.
المؤسس هو أوغوست فوشون ولد في كالفادوس في 1856، وانتقل إلى باريس عام 1880، حيث بدأ العمل كبائع جوال، ثم تحول إلى تاجر مشروبات روحية. ثم افتتح محلاً للأغذية الفاخرة في عام 1886 في ميدان بلاس دو لا مادلين في وسط باريس. وما زال المحل الأصلي قائماً حتى الآن.